# Wachtmeister, Karlskrona
Wachtmeister Galleria, i folkmun kallat Wachtmeister, är en shopping-galleria i centrala Karlskrona, inrättad 1988 av CA Fastigheter. Gallerian rymmer ett trettiotal butiker med allt från skor till inredning. Här finns även café och ett av stadens två Systembolag. Wachtmeister Galleria är en inglasad gata vars glastak är byggt mellan husen. Ett flertal butiker utmed Borgmästaregatan tillhör gallerian.
Gallerian ägs sedan 2015 av Heimstaden Förvaltnings AB.